# Peret (cântăreț)
Peret (n. 24 martie 1935, Mataró, Catalonia, Spania – d. 27 august 2014, Barcelona, Catalonia, Spania; pe numele real Pedro Pubill i Calaf) a fost un cântăreț și chitarist spaniol. Este considerat reprezentantul cel mai de seamă al rumbei cataloneze. 

## Discografie

### LP (vinil)
- Peret 1967 (Discophon, 1967)
- Rumba pa'ti (Discophon, 1968)
- Una lágrima 1968 (Vergara, 1968)
- Lamento gitano 1969 (Discophon, 1969)
- Gipsy Rhumbas (Discophon, 1969)
- Canta para el cine (Vergara, 1970)
- Borriquito (Ariola, 1971), (Producător Juan Pardo)
- Una lágrima 1972 (Ariola, 1972), (Producător Peret)
- Mi santa (Ariola, 1973), (Arreglos Josep María Bardagi, Producător Peret)
- Lo mejor de Peret (Ariola, 1974), (Producător Peret, Bardagi și Juan Carlos Calderón)
- Peret y sus gitanos (Emi, 1974). (Producător Emi)
- Canta y sé feliz (Ariola, 1974), (Producător Peret și Fernando Arbex)
- Saboreando (Ariola, 1978), (Producător Peret)
- Lágrimas negras (Ariola, 1978), (Producător Bebu Silvetti)
- El joven Peret (Cbs, 1979), (Producător Juan Pardo)
- El jilguero (Belter, 1980), (Producător Joan Barcons)
- De cap a la palla (Belter, 1981), (Producător Joan Barcons)
- De coco a la paja (Belter, 1981), (Producător Joan Barcons)

### CD
- No se pué aguantar (PDI, 1991 – reeditat de Picap ).
- Gitana Hechicera (PDI, 1992 – reeditat de Picap 2008).
- Rumbas de la clausura (PDI, 1992, disc înregistrat live cu Los Manolos și Los Amaya), reeditat de Picap
- Cómo me gusta (PDI, 1993 – Picap, 2008 – reeditat de Picap ).
- Que disparen flores (PDI, 1995 – Picap, 2008 – reeditat de Picap ).
- Jesús de Nazareth (PDI, 1996 – reeditat de Picap 2008).
- Rey de la Rumba (Virgin, 2000).
- Que levante el dedo (K Industria Cultural, 2007).
- De los cobardes nunca se ha escrito nada (Universal Music, 2009).
- Des del Respecte/ Desde el Respeto – Disc postum – (Satélite K, 2014).

### Recompilări
- El cancionero nº 1 (Belter, 1979).
- El forat (Impacto, 1982) MC
- Rumbas de oro (Divucsa, 1989).
- Peret es la rumba (Ariola, 1990).
- La vida por delante (Sony/BMG, 1994).
- Siempre Peret (PDI, 1996).
- Sus grabaciones en Discophon (Rama Lama/Blanco y Negro, 1998).
- Don Toribio Carambola (Arcade, 2000).
- Chica Vaivén (Sony/BMG, 2000).
- Número 1 en rumba (PDI, 2000).
- La salsa de la rumba (Sony/BMG, 2001).
- Singles Collection (Divucsa, 2004).
- Mano a mano (Divucsa, 2006).
- Sus 20 grandes éxitos (O.K., 2008).

## Filmografie selectivă
- 1969: Dragoste și viteză (Amor a todo gas)
- 1970: El meson del gitano
- 1971: A mi las mujeres ni fu ni fa
- 1973: Que cosas tiene el amor
- 1974: Si fulano fuese mengano

Cameo și extras
- 1963: Los Tarantos, regia Francisco Rovira-Beleta
- 1967: Cele patru nunți ale lui Marisol (Las 4 bodas de Marisol )
- 1968: El taxi de los conflictos
- 1968: Un dia despues de agosto
- 1969: Alma gitana
- 2001: Marujas asesinas
- 2008: Lazos rotos